# Organização guarda-chuva
Uma organização guarda-chuva é uma associação de instituições (frequentemente relacionadas, específicas da indústria), que trabalham unidas formalmente para coordenar atividades ou reunir recursos. Nos negócios, na política, ou em outras áreas, o grupo, a organização guarda-chuva, provê recursos e frequentemente uma identidade para as pequenas organizações. Às vezes esse tipo de arranjo, a organização guarda-chuva é de alguma forma responsável pelos grupos sob seus cuidados. É comparada com as franquias e filiais.
Pode haver algumas razões para a criação/junção a uma organização guarda-chuva:
- A habilidade de executar atividades que não podem ser realizadas sozinhas, devido a
  - Economia de escala;
  - Um melhor grupo de especialistas e experiência;
  - Aprendizagem compartilhada e troca de conhecimentos;
- Um senso de comunidade e suporte que faz as pessoas e corporações para obter utilidade para atividades multilaterais e compartilhadas;
- Um aumento da notoriedade da marca pelo público;
- Legalidade das ações desenvolvidas.

## Exemplos de organizações
- ACTIVE
- AFL-CIO
- Liga Canadense de Hóquei
- CIA
- National Wrestling Alliance
- Software in the Public Interest
- União das Federações Europeias de Futebol